# 吉里斯群島
66°32′S 96°25′E / 66.533°S 96.417°E
吉里斯群島是南極洲的群島，位於沙克爾頓冰架，由3座島嶼組成，處於莫伊斯角以北6公里，該群島由澳大利亞探險隊發現，以船上的輪機長命名。